# Phare de Crow Point
Ne doit pas être confondu avec Phare de Crown Point.
Le phare de Crow Point est un phare situé à la limite sud de la zone de Braunton Burrows, réserve de biosphère de l'Unesco proche du village d'Appledore sur la côte nord du comté de Devon en Angleterre.
Ce phare est géré par la Trinity House Lighthouse Service de Londres, l'organisation de l'aide maritime des côtes de l'Angleterre.

## Histoire
Cette tourelle métallique a été construite en 1954 pour guider la navigation de la zone de la rivière Taw (en) et de l'estuaire de la rivière Torridge (en). Le feu fut d'abord alimenté au gaz d'acétylène avant d'être reconverti à l'énergie solaire en 1987.
Cette petite structure tubulaire en acier a remplacé le phare de Braunton qui était une tour en bois octogonale de 26 m attenante à une maison de gardien. Il possédait aussi une lumière basse. Toutes les deux ont été démolies en 1957.
Identifiant : ARLHS : ENG-030 - Amirauté : A5612 - NGA : 6240 .
|                                                   |
| Sentier dans Braznton Burrows menant à Crow point |

|                           |
| Le phare vu de Crow Point |

### Lien connexe
- Liste des phares en Angleterre